# Bramshill House

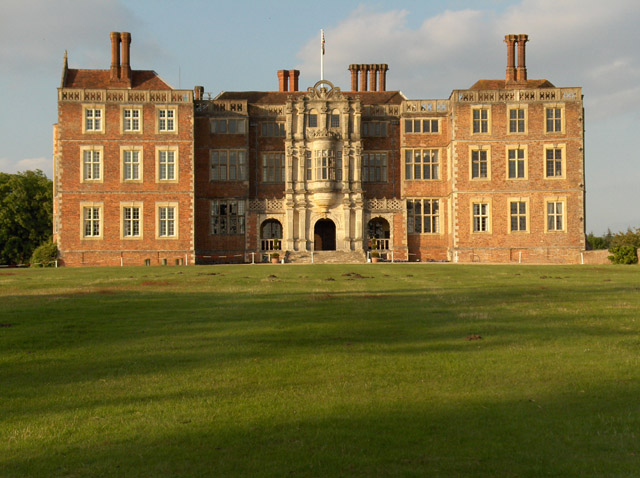
Ansicht der Südfassade

Bramshill House ist ein Landschloss in der englischen Grafschaft Hampshire. Es ist eines der größten Schlösser in England aus der Zeit seiner Erbauung zu Beginn des 17. Jahrhunderts.

## Lage
Bramshill House liegt in der Gemeinde Bramshill in einer ländlichen Lage, etwa im Zentrum eines aus den Städten Reading, Basingstoke und Farnborough gebildeten Dreiecks. Erreichbar ist es über die B3011 zwischen Hazeley Heath und der Kreuzung mit der B3349 bei Heckfield Heath.

## Geschichte und Baugeschichte
Das heutige Schloss wurde von Edward Zouche, 11th Baron Zouche of Harringworth erbaut. Zuvor hatte sich an dieser Stelle ein älteres Haus befunden, von dem noch kleine Überreste im Gebäude erkennbar sind. Bauzeit war von 1605 bis 1612. 1621 tötete George Abbott bei der Jagd im Schlosspark versehentlich einen Wildhüter. Im Jahr 1699 kaufte Sir John Cope das Land und das Anwesen. Während des 17. und 18. Jahrhunderts wurden durch die Familie Cope einige Änderungen am Baukörper vorgenommen, so wurden 1793 die Seitenflügel der Südseite verkürzt, auch die Innenausstattung stammt zu einem größeren Teil aus dem 18. Jahrhundert. Arthur Wellesley, 1. Duke of Wellington bekam vom britischen Parlament nach seinem Sieg über Napoleon in der Schlacht bei Waterloo ein Schloss seiner Wahl zugestanden und besichtigte auch Bramshill House, er zog aber 1817 Stratfield Saye vor. Erst 1935 kam es aus dem Besitz der Copes an Arthur Ronald Nall Nall-Cain, 2nd Baron Brocket, danach in Staatsbesitz. Bramshill gehörte dem britischen Home Office und war seit 1960 Sitz des „Police Staff College“ der britischen Polizei für den gehobenen und höheren Dienst, ab 2005 auch der Europäischen Polizeiakademie (CEPOL). 2012 wurde die zentrale Ausbildungsstätte für die Polizei von England und Wales in „College of Policing“ umbenannt und im März 2015 nach Ryton-on-Dunsmore verlegt, das CEPOL nach Budapest. Bramshill House ist inzwischen verkauft und befindet sich in Privatbesitz.

## Fassaden und Äußeres

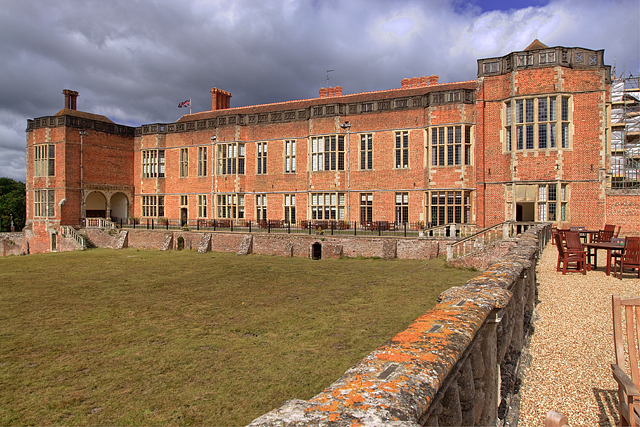
Ostseite des Gebäudes

Die Fassaden, insbesondere die zur Südseite, gelten wegen ihrer ungewöhnlichen Konstruktion als eigenwillig. für die Zeit ihrer Entstehung, dennoch als großartig Sie sind, wie der gesamte Bau, aus Backstein gefügt, die Ecken der jeweiligen Seitenflügel mit Eckquaderung versehen. Der Mittelrisalit über dem Portal wird durch doppelt gestellte und verzierte Pilaster über alle Stockwerke besonders betont, zusätzliche Wirkung gibt der zentrale Runderker im ersten Geschoss. Diese Konstruktion ist eine der ausgefallensten jakobinischer Bauten Englands. Möglicherweise waren Entwürfe von Hans Vredeman de Vries Vorbilder. Die Nordfassade ist ähnlich gestaltet, aber einfacher im Aufbau, die kleine Nischenfigur dort könnte der Erbauer selbst sein. Die Loggia der Ostseite ist typisch für ein Haus aus der Zeit, die Westfassade wurde im 18. Jahrhundert gestaltet.

## Inneres

Plan des Erdgeschosses aus den 1880er Jahren

Die Great Hall ist einer der Höhepunkte im Inneren. Sie enthält 92 Wappenschilde der Vorfahren und Familienmitglieder der Familie Cope, die Grundkonstruktion stammt noch aus der Erbauungszeit. Die Treppe an der Nordseite des Raumes hingegen wurde aus Eversley Manor House in das Schloss verbracht, ihre Stufen stammen noch aus der Mitte des 16. Jahrhunderts. Das Untergeschoss enthält noch den ehemaligen Dining Room und im Westteil ein charmantes kleines Treppenhaus aus dem 18. Jahrhundert.
Im ersten Obergeschoss befindet sich unter anderem der sog. Chapel Drawing Room mit einem Kamin, der Sturz darüber ist eine Arbeit aus der Frührenaissance. Die Kapelle (Chapel) im Südflügel wurde unter den Copes deutlich verkleinert, sie enthält auf dem Altarretabel eine Darstellung von vier Heiligen, wohl etwa um 1840 gearbeitet. Eine weitere Besonderheit ist die Long Gallery, sie ist 126,5 Fuß, also etwas über 38,5 Meter lang und reich mit Stuckarbeiten dekoriert.

## Spuk
Das Haus gehört angeblich zu den am meisten von Geistern heimgesuchten Englands, nicht weniger als 14 dieser Wesen sollen das Haus bevölkern. Darunter ist, neben einer Grey Lady, einem Green Man und anderen noch die White Lady. Sie soll sich, als frischverheiratete Braut, während eines Versteckspiels in einer hölzernen Truhe versteckt haben, wobei unglücklicherweise das Schnappschloss zufiel, weshalb sie sich von innen nicht befreien konnte und erstickte. 50 Jahre später fand man ihr Skelett, noch im Brautkleid. Seitdem soll ihr Geist im Schloss umherwandeln. Die Truhe wird im Eingangsbereich des Schlosses gezeigt.

## Galerie

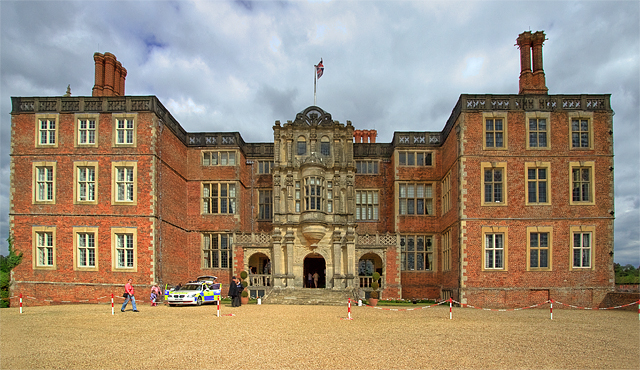
Südseite
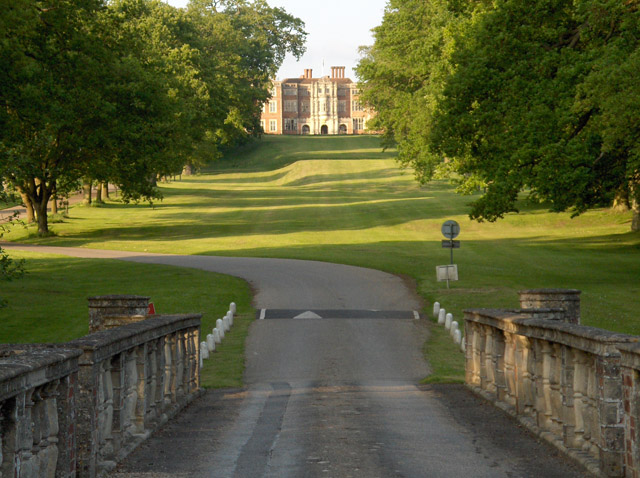
Ansicht vom Haupteingang
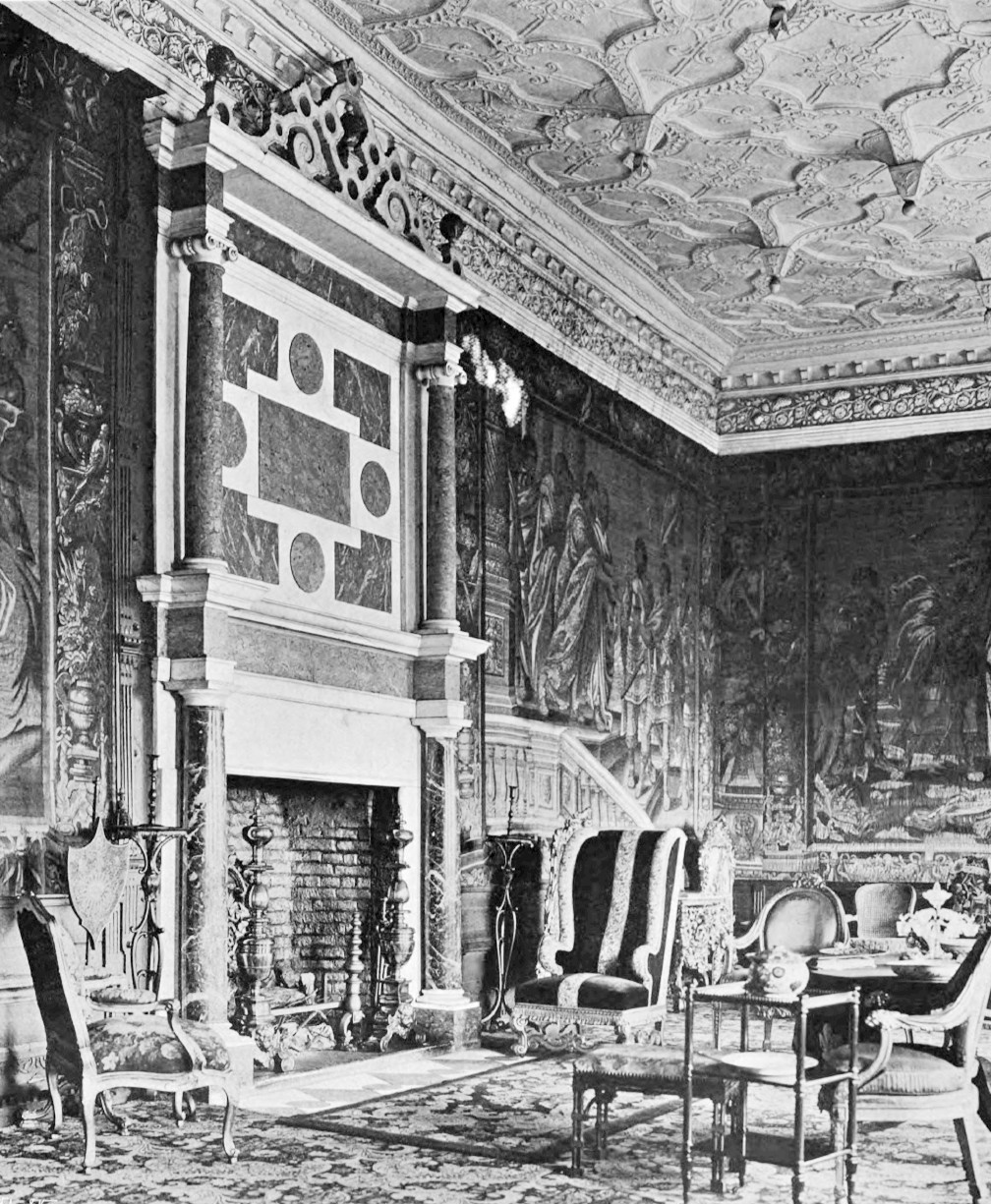
Drawing Room im Jahr 1903
Plan des ersten Stocks aus den 1880er Jahren.